# スカブミ
スカブミは、インドネシアのジャワ島西ジャワ州の都市。人口は31万8117人（2015年）。ジャカルタの南100kmに位置する。標高約600mの高原にあり涼しいため、避暑地となっている。

## 概要
ジャカルタ都市圏からの移住が多く、人口は増加している。国立公園に指定されているゲデ山（2958m）、パングランゴ山（3109m）南麓にあり、登山やハイキング、川下りも楽しめる。年間雨量が約2800mmと多いため歴史的にはゴムの木のプランテーション地帯であった。スカブミ市の行政はスカブミ県から独立しており、県庁所在地ではない。

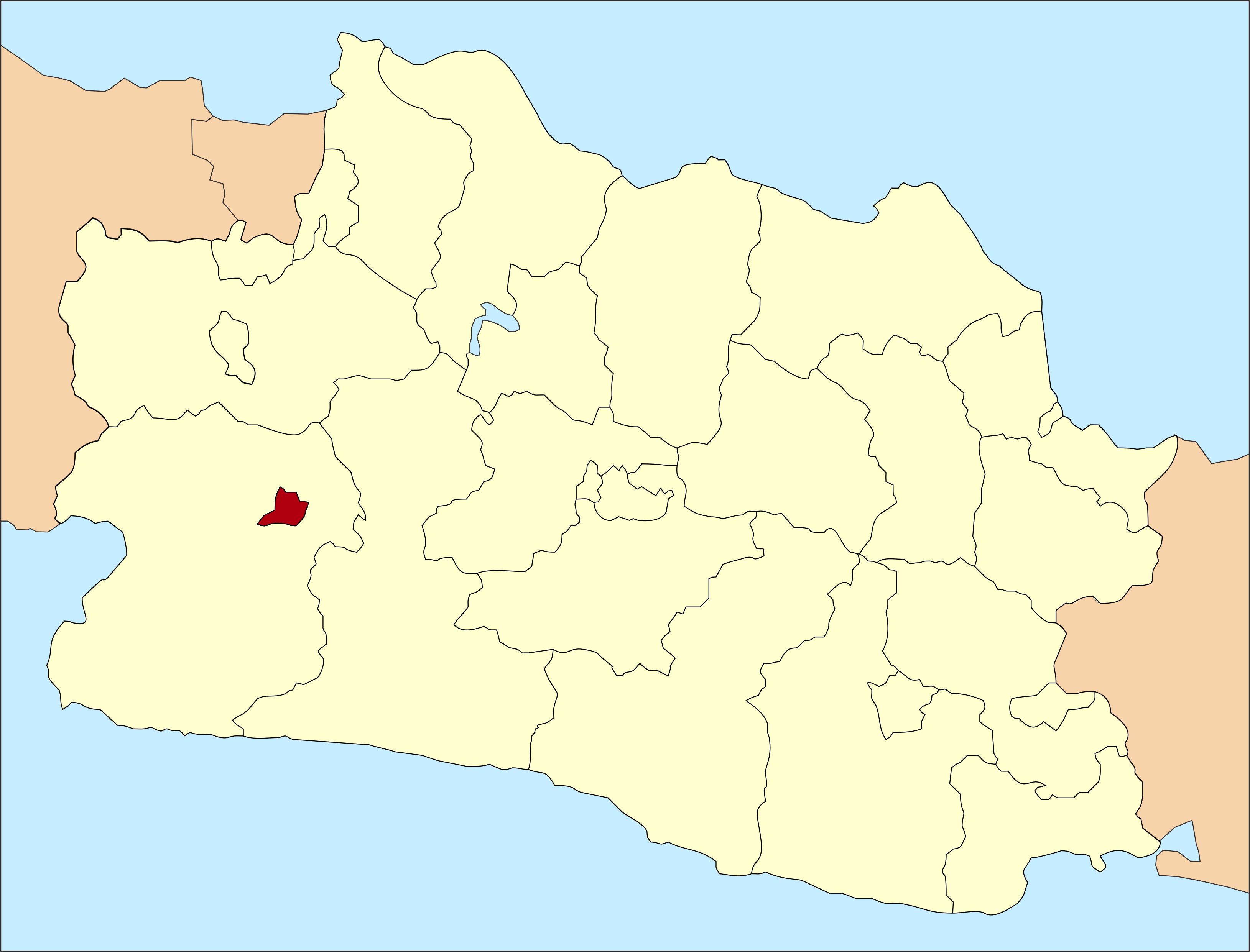
西ジャワ州スカブミ県とスカブミ

## 歴史
804年に造られた古ジャワ語最古の碑文の「スカブミ碑文」が最も古い記録である。11世紀には人の住む都市が形成されていたと考えられる。
オランダ領東インド時代、スカブミにはプランテーションが多数開拓された。農作物の積み出しのため比較的早い時期に鉄道が整備された。警察学校が設置された。
日本の統治下の第二次世界大戦中、スカブミから80km離れたスカブミ県南部のウジュン・ゲンテンという漁村に日本軍の守備隊が置かれた。今でも港や監視塔、日本兵が暮らし亡くなった洞窟が半島の先端に残る。日本軍はオーストラリアのクリスマス島を監視していたと考えられている。
2005年初頭、国内で撲滅されたと考えられていたポリオが10年ぶりにスカブミ県で報告された
。

## 交通
鉄道は、ジャカルタ・ボゴール間が複線電化、ボゴール・スカブミ間は単線非電化である。路線は東に向きを変えバンドンまで続いている。非電化区間は国鉄の管轄で「スカブミ線」と呼ばれている。スカブミ線は観光鉄道で運行本数は少ないが風光明媚な路線である。ジャカルタからスカブミに向かうにはボゴールで乗り換えが必要である。
2012年12月、国鉄はボゴール・スカブミ間57kmの運行を休止し改良工事を開始した。このため、幹線道路の慢性的な渋滞を招いていた。2013年11月9日、スカブミ線が一年ぶりに運行を再開した。列車はボゴール駅ではなくボゴール市内に新設された「パレタン駅」に発着する方式に変更された。発車式には国営企業庁のダーラン・イスカン長官が出席した。エアコン付きの高級車両1両と一般車両3両を運行している。

## 参考資料
1. ↑  “Wawali, Pertahankan Julukan Kota Santri [ワワリ氏、市の愛称「City of Santri」継続を決定]” (インドネシア語). www.radarsukabumi.com. 2017年11月2日閲覧。
2. ↑  植民地期の行政区画については英語版を参照。Historic residency
3. ↑  Encyclopedia Britannica (2013年2月16日). “Batavia - residency, buitenzorg, dutch and government [バタビア - 植民、ボイテンゾルグ、オランダ人、政府]”.   VinDaj, Inc.. 2013年2月16日時点のオリジナルよりアーカイブ。2017年11月2日閲覧。
4. ↑  インドネシアの都市の人口順位は英語版を参照。
5. ↑  族称はワルガ・スカブミ Warga Sukabumi(インドネシア語)、ウラン・スカブミ Urang Sukabumi(スンダ語)。
6. ↑  インドネシアの郵便番号は英語版を参照。
7. ↑  インドネシアの市外局番は英語版を参照。
8. ↑  インドネシアのナンバープレートは英語版を参照。
9. ↑  “Indonesia confirms second case of polio [インドネシア、ポリオの2例目を発表]”. ラジオ・オーストラリア. (2005年4月5日)
10. 1 2  Sufa, Theresia. “PT KAI revives Bogor-Sukabumi route [PT KAI社ボゴール-スカブミ線の運行再開]”. archive.is.   The Jakarta Post. 2013年11月10日時点のオリジナルよりアーカイブ。2016年4月19日閲覧。